# Santuari d'Anubis
El santuari d'Anubis era l'aixovar funerari de Tutankamon (divuitena dinastia, Imperi Nou d'Egipte). Howard Carter va descobrir la tomba (KV62) gairebé intacta el 4 de novembre de 1922 a la Vall dels Reis, a l'oest de Tebes. Avui dia, l'objecte, amb nombre de troballa 261, es troba exposat al Museu Egipci del Caire, amb número d'inventori JE 61444.

## Descoberta

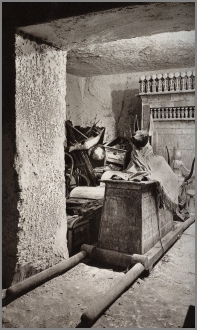
Fotografia de 1922 de la tomba de Tutankamon. Fotografia de Harry Burton (1879-1940)

El santuari d'Anubis es va trobar darrere de l'entrada que van obrir, que porta de la cambra funerària (J) a l'anomenada "sala d'emmagatzematge" (Ja). El santuari, amb una figura d'Anubis a sobre, apuntava cap a l'oest. Al seu darrere hi havia el cofre canopi, amb els vasos canopis del faraó al seu interior. Durant l'obra a la cambra funerària, l'entrada a la sala d'emmagatzematge estava bloquejada per taules de fusta per tal de no danyar els objectes que hi havia. La investigació i buidatge de la sala va començar la cinquena temporada d'excavació (22 de setembre de 1926 - 3 de maig de 1927), i Carter va descriure per primer cop el santuari d'Anubis al seu diari d'excavació el 23 d'octubre de 1926. Van treure el santuari de la sala el dia 27 del mateix mes.

## Estàtua d'Anubis
L'estàtua d'Anubis, representat totalment en forma animal, era a la part superior de la paret. Aquest xacal que reposa està fet de fusta, i pintat de negre. La part interior de les orelles, les celles, i els voltants dels ulls de l'animal estan treballats amb pa d'or, com també el collar i la banda puntejada al voltant del coll. La part blanca dels ulls està feta de calcita, i les pupil·les, amb obsidiana. Les urpes són de plata, que era més valuós que l'or a l'antic Egipte.
L'estàtua d'Anubis estava envoltada per una camisa de lli del setè any de regnat del faraó Akhenaten, segons les jeroglífics que hi ha. A sota hi ha gasa de lli molt fina, que estava lligada a la part frontal del coll.
Hi ha una estàtua d'Anubis semblant trobada a la tomba del faraó Horemheb (KV57), però amb les parts internes fetes amb pedres precioses.